# Обикновена аспержа
Аспержата (спаржата) или зайчата сянка (Asparagus officinalis) е многогодишно растение от семейство Зайчесянкови (Asparagaceae). През есента умират надземните части на растението с дървесни стъбла и клони, но подземните части презимуват и формират нови стъбла през пролетта.
Първите признаци на потреблението на аспержи са намерени в пирамидата на Джосер в Сакара, Египет, построена около 2750 г. пр. Хр. Римляните са знаели за растителния вид от II век пр. Хр. Аспержите в Европа са унищожени след падането на Римската империя. От XI век аспержите идват обратно в Европа от Испания, чрез маврите през Франция. От XVII век започват да се отглеждат аспержи във Франция и някои други страни от Западна Европа. В Холандия от XIX век насам, по-широко се отглеждат аспержи. Най-старият съществуващ район е около Bergen op Zoom. От Първата световна война Noord-Limburg става голяма производствена площ за аспержите. Голяма част на аспержите, отглеждани в Нидерландия, се изнасят за Германия. В Белгия аспержи се отглеждат в района на Mechelen и района около Bornem / Puurs (Kalfort), но се осигурява ограничена реколта.

## Видове аспержи
- Бели аспержи – Те са под земята, отрязват се и се продават като зеленчук.
- Зелени аспержи – Ако стъблата минат над земята те се оцветяват в зелено.
- Лилави аспержи – Лилавите аспержи са познати от Нова Зеландия и Австралия. Те растат като зелените аспержи над земята. Подобно на зелените не се белят. На вкус са малко по-сладки от другите видове. Те губят лилавия си цвят след като се сварят.

За белите аспержи почвата около растението се насипва до височина около 50 cm, така че стъблата да си търсят път до светлината. Берат се, преди да са достигнали повърхността. Аспержените полета често са покрити с полиетиленово фолио. Това има двойна цел: да се нагрява почвата, така че растението да расте по-бързо и с цел предотвратяване на промяна в цвета на главите. Традиционно, аспержите се използват като лекарство за отпускане при ухапване от пчели, проблеми със сърцето, виене на свят и зъбобол. Също така се използва като диуретик или разхлабително средство. Известно е, че аминокиселината аспарагин в аспержите всъщност стимулира бъбречната функция. И накрая, аспержите се рекламират и като афродизиак поради фалическия си външен вид.

## Аспержите и урината
Няколко часа след консумация на пресни аспержи урината на около 45% от хората има особена миризма. Това е така, защото съдържащите се серни вещества в организма след консумация на аспержи бързо се превръщат в летливи серни съединения.

## Аспержите и триптофан
Много сериозен източник на триптофан, един от малкото в растителното многообразие, който е основа за производство на серотонин. Серотонинът е един от основните мозъчни невротрансмитери, който влияе на настроението. Високите нива на фолиева киселина в аспержата подсилват ефекта, тъй като се оказва, че половината от хората, които страдат от лошо настроение, имат понижени нива на съставката.

## Производство
| №  | Държава                    | Количество   | %     |
| -- | -------------------------- | ------------ | ----- |
| 1  | Китай                      | 7 341 342,59 | 86,35 |
| 2  | Перу                       | 365 122,83   | 4,29  |
| 3  | Мексико                    | 328 990,33   | 3,87  |
| 4  | Германия                   | 119 270      | 1,4   |
| 5  | Испания                    | 62 170       | 0,73  |
| 6  | Италия                     | 45 720       | 0,54  |
| 7  | САЩ                        | 27 524       | 0,32  |
| 8  | Япония                     | 27 060,94    | 0,32  |
| 9  | Франция                    | 25 810       | 0,3   |
| 10 | Иран                       | 21 846,35    | 0,26  |
| 11 | Тайланд                    | 18 176,86    | 0,21  |
| 12 | Полша                      | 18 100       | 0,21  |
| 13 | Нидерландия                | 17 520       | 0,21  |
| 14 | Чили                       | 12 173,33    | 0,14  |
| 15 | Аржентина                  | 10 370,46    | 0,12  |
| 16 | Гърция                     | 10 370       | 0,12  |
| 17 | Канада                     | 8 940        | 0,11  |
| 18 | Австралия                  | 8 397,11     | 0,1   |
| 19 | Унгария                    | 5 890        | 0,07  |
| 20 | Белгия                     | 5 380        | 0,06  |
|    | Общо световно производство | 8 501 442,93 | 100   |

## Сортове
- Asparagus officinalis subsp. officinalis, Синоними:
  - Asparagus officinalis var. altilis Linnaeus, (1753)
  - Asparagus sativus Mill., (1768)
  - Asparagus tenuifolius Gilib., (1792)
  - Asparagus esculentus Salisb., (1796)
  - Asparagus caspius Schult. & Schult.f. in J.J. Roemer & J.A. Schultes, (1829)
  - Asparagus caspius Hohen., (1838)
  - Asparagus trichophyllus var. medius Bong. & C.A. Mey., (1841)
  - Asparagus paragus Gueldenst. ex Ledeb., (1852)
  - Asparagus polyphyllus Christian von Steven ex Ledeb., (1852)
  - Asparagus vulgaris Gueldenst. ex Ledeb., (1852)
  - Asparagus officinalis var. campestris Gren. & Godr., (1856)
  - Asparagus littoralis Christian von Steven, (1857)
  - Asparagus oxycarpus Christian von Steven, (1857)
  - Asparagus collinus Schur, (1860)
  - Asparagus altilis (L.) Asch., (1864)
  - Asparagus hedecarpus Andrews ex Baker, J. Linn. Soc., (1875)
  - Asparagus hortensis Mill. ex Baker, J. Linn. Soc., (1875)
  - Asparagus officinalis var. collinus Nyman, (1882)
  - Asparagus officinalis subsp. polyphyllus (Steven ex Ledeb.) Nyman, (1882)
  - Asparagus scaber var. littoralis (Steven) Nyman, (1882)
  - Asparagus officinalis var. strictus Boiss., (1884)
  - Asparagus altilis subsp. oxycarpus (Steven) K. Richt., (1890)
  - Asparagus altilis subsp. polyphyllus (Steven ex Ledeb.) K. Richt., (1890)
  - Asparagus officinalis var. oxycarpus (Steven) Nyman, (1890)
  - Asparagus setiformis P.N. Krylov, (1928)
- Asparagus officinalis subsp. prostratus, Синоними:
  - Asparagus prostratus Dumort., Fl. Belg.: 138 (1827)
  - Asparagus officinalis var. prostratus (Dumort.) Nyman, Consp. Fl. Eur.: 716 (1882)
  - Asparagus altilis subsp. prostratus (Dumort.) K.Richt., Pl. Eur. 1: 230 (1890)[4]